# Goßholz

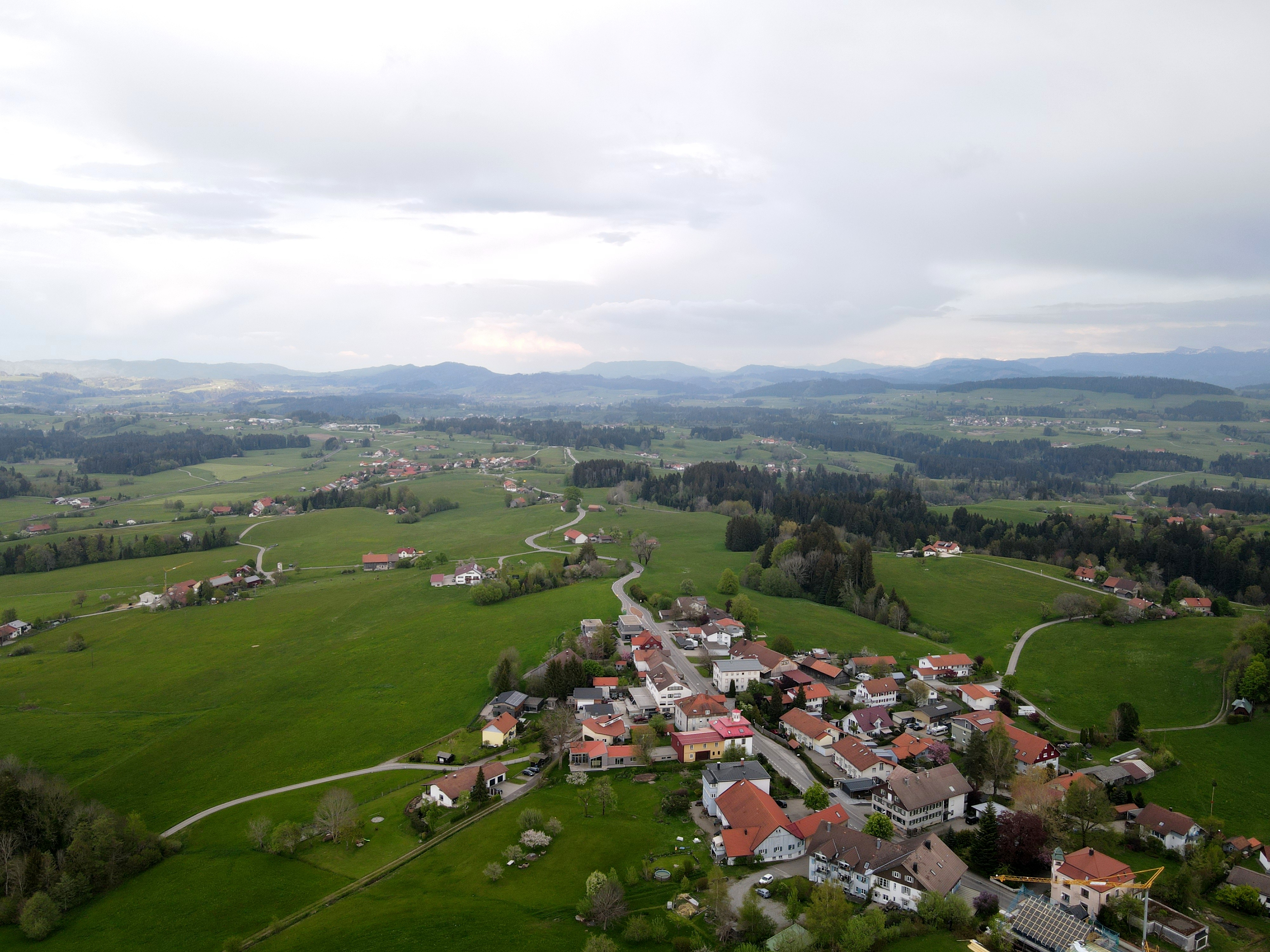
Goßholz von oben mit Blick nach Osten

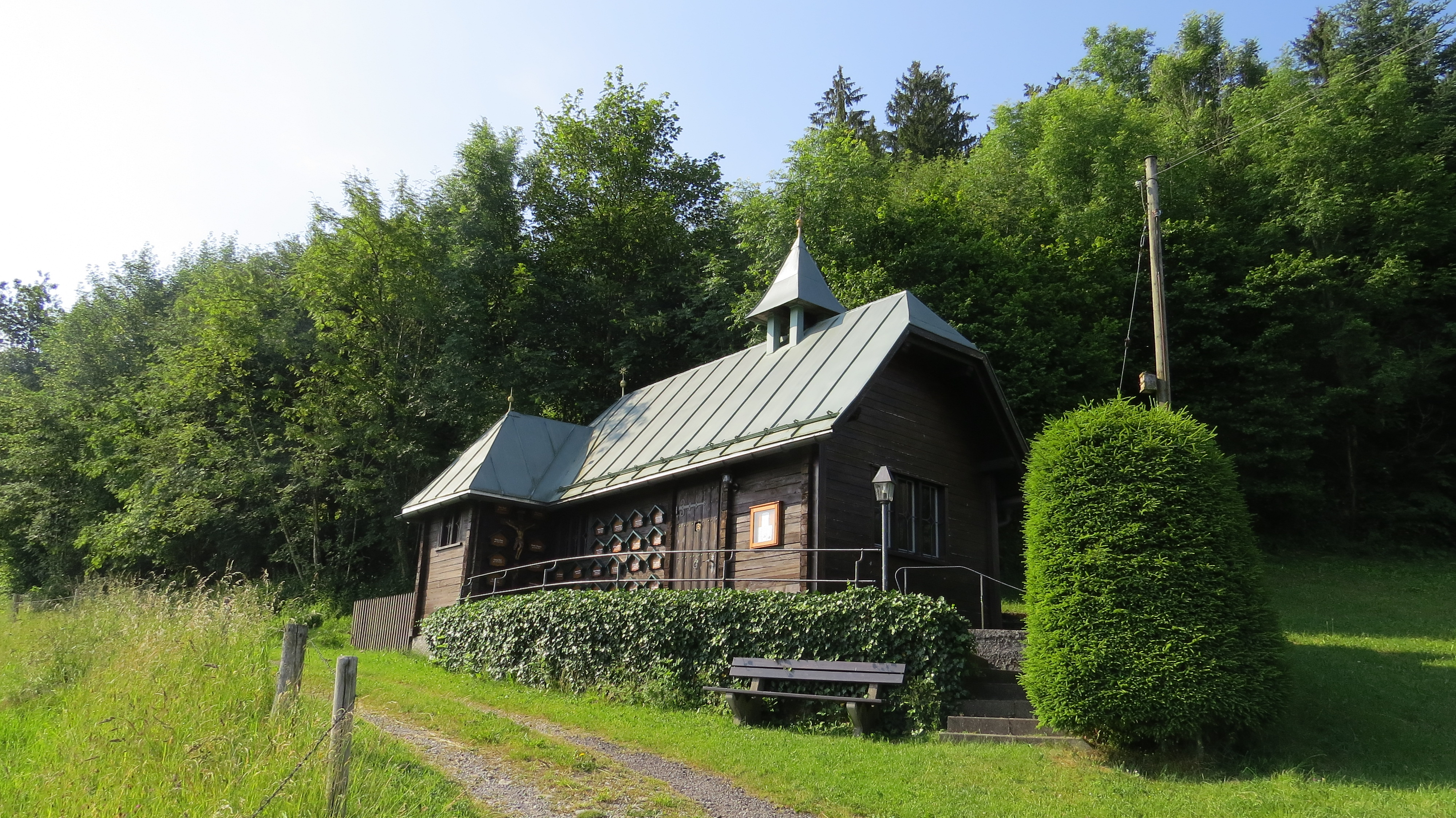
Kapelle in Goßholz

Goßholz (westallgäuerisch: Gōsholds, Gossholts) ist ein Gemeindeteil der Stadt Lindenberg im Allgäu im bayerisch-schwäbischen Landkreis Lindau (Bodensee). 

## Geographie
Das Dorf liegt nordöstlich des Hauptortes Lindenberg und zählt zur Region Westallgäu.

## Ortsname
Der Ortsname leitet sich vom Personennamen Cozolt bzw. Gōʒolt ab und bedeutet (Ansiedlung) des Gōʒolt.

## Geschichte
Goßholz wurde erstmals im Jahr 1290 als „Gozols“ erwähnt. Im Jahr 1770 fand die Vereinödung in Goßholz statt. Um das Jahr 1780 eröffnete der Unternehmer Franz Xaver Stadler in Goßholz das erste Käsegroßhandelsunternehmen im Allgäu. Der Ort gehörte einst dem Gericht Kellhöfe an. 1808 wurde der Ort in die Gemeinde Lindenberg eingegliedert. 1862 wurde die Sennerei Baldauf und 1912 das Hochland-Käsewerk in Goßholz gegründet. Im Jahr 1901 erhielt der Ort ein Ladegleis an der Bahnstrecke Röthenbach–Scheidegg.

## Baudenkmäler
Siehe: Liste der Baudenkmäler in Goßholz

## Persönlichkeiten
- Otto Keck (1873–1948), Maler
- Paul Keck (1904–1973), Maler
- Johann Evangelist Keller (1824–1910), Bürgermeister und Mitglied des Deutschen Reichstags
- Werner Specht (* 1942), Maler, Zeichner, Grafiker, Mundartdichter, Komponist und Buchautor
- Josef Aurel Stadler (1778–1837),  Agrarreformer und Wegbereiter der Allgäuer Hartkäseherstellung nach Schweizer Art